# Scooby-Doo! WrestleMania Mystery
Scooby-Doo!: WrestleMania Mystery (Scooby-Doo! y el Misterio de WrestleMania) es la vigesimosegunda película de la franquicia creada por William Hanna y Joseph Barbera, coproducida por Warner Bros. Animation y WWE Studios, lanzada exclusivamente en 2014 para DVD.
En su estreno en televisión en Estados Unidos (26 de julio de 2014 en la franja Flicks de Cartoon Network) la película fue renombrada como "Scooby-Doo! The WWE Mystery" (Scooby-Doo! y el misterio de WWE) y el evento al que la banda asistió fue renombrado como "SuperStar-Mania". El canal no dio explicaciones acerca de esos cambios. En Latinoamérica, la película también se conoce como Scooby-Doo! Misterio en la lucha libre.

## Argumento
Scooby y Shaggy ganan dos boletos para visitar la Ciudad WWE y presenciar el evento WrestleMania, tras superar el nivel más difícil del videojuego más reciente de la compañía. Por insistencia de ambos, Fred, Daphne y Velma deciden acompañarlos al evento. Llegando a la Ciudad WWE, Fred choca La Máquina del Misterio por esquivar un mapache y para su sorpresa, son auxiliados por John Cena quien andaba en su camioneta con Cookie, su entrenador y Rubén, sobrino de este último. Bayard, un nativo del lugar, tiene un altercado con Cena y la banda, ya que el desprecia a la WWE por haber construido su ciudad en el bosque. Para compensar, Cena le da a la banda entradas VIP para WrestleMania. 
En la previa del evento, Vince McMahon exhibe el cinturón del Campeonato Mundial Pesado de la WWE, que ha estado vacante desde la partida de Kane (a raíz de un combate anulado) y que estará en juego en el evento. La banda recorre las instalaciones gracias a su pase VIP. Ya de noche, Velma y Daphne escuchan a Rubén discutiendo con Cookie sobre el futuro de ser un experto en computación y no ser un luchador de la WWE, debido a la lesión en la pierna de Cookie. En ese momento, Shaggy y Scooby duermen, pero son despertados de repente y asustados por el Fantasma del Oso, quien los comienza a perseguir. Sin embargo, Cena, Triple H, Sin Cara y Brodus Clay lo enfrentan, pero terminan siendo derrotados y dejan escapar al fantasma. A la mañana siguiente, McMahon y la ejecutiva Sra. Richards informan que el fantasma ha estado causando estragos en la Ciudad WWE y piden la intervención de la banda. Cena les cuenta (por medio del lenguaje de señas física de Sin Cara) que el fantasma puede referirse a la leyenda del Oso Luchador Vicious (Feroz en Hispanoamérica), quien tras ser derrotado por Sin Cara Grande (uno de los antepasados de Sin Cara), causó caos y terror en Ciudad WWE después de no aceptar su propia derrota. A pesar de los esfuerzos de su antepasado en luchar contra el despiadado oso, terminó siendo malherido en el proceso tras intentar salvar a los residentes de la ciudad, obligándolo a retirarse de las luchas para siempre, mientras que el oso huyó a una cueva en el bosque al norte del ciudad, donde nunca más volvió a verse.
Al día siguiente, Richards acusa a Scooby de haberse robado el cinturón del Campeonato, mostrando un video de seguridad que muestra cómo el propio Scooby elude la seguridad y se lleva el cinturón, pero Velma defiende a Scooby, alegando que estaba bajo los efectos de una hipnosis del videojuego. A pesar de que Rubén sugirió que el videojuego de la WWE tiene destellos que podrían haber hipnotizado a Scooby, McMahon no le queda muy convencido, pero ofrece la libertad de Scooby si derrota a Kane en el evento central de WrestleMania. Para ello, Scooby y Shaggy son entrenados por Cookie y AJ Lee. 
Esa misma noche, la banda y Cena deciden salir a investigar al bosque, en donde encuentran una cueva con evidencias (libros de hipnosis, planos de un dispositivo de pulso electromagnético (EMP) y un calendario marcado con la fecha en que se realizaría WrestleMania), pero son interceptados por el fantasma y perseguidos a través de una red de alcantarillas. Cena eventualmente detiene al fantasma y escapan, dándose cuenta de que las alcantarillas llegan a la ciudad WWE. Luego, le informan de lo ocurrido a Richards y Cookie sugiere suspender WrestleMania, pero Fred propone usar WrestleMania para atrapar al fantasma.
Ya en el evento estelar, Velma deduce que el dispositivo EMP es el cinturón del campeonato. Cena intenta deshacerse de él, pero de todas formas se activa y deja el estadio a oscuras, seguido de la aparición del fantasma. Por ello, los luchadores encienden pirotecnia para iluminar el lugar mientras Scooby usas sus movimientos de baile para dejar a Kane desprevenido. El fantasma llega al ring y es enfrentado por Rubén, quien se ha puesto su atuendo de luchador como el autoproclamado Bonecrusher (Rompehuesos en Hispanoamérica). Cena y Sin Cara llegan para ayudarlo y cuando todos están en el ring, se baja una jaula de acero que atrapa al fantasma y a los luchadores, quienes neutralizan al fantasma en la lona para que Scooby lo derrote. La banda revela que el fantasma es Cookie, quien este estaba resentido con la WWE debido a que su lesión acabó prematuramente con su carrera. Por esa razón, planeó el robo del título usando a Scooby como peón, pretendiendo manchar la reputación de WWE. Mientras Cookie es arrestado por la policía, Richards se disculpa con Scooby y McMahon incluye a Rubén como luchador de la WWE antes de entregar el campeonato a Scooby y Shaggy, quienes se vuelven en los primeros co-campeones del Campeonato Mundial Pesado de la WWE.

## Elenco

### Voces originales
- Frank Welker es Scooby-Doo, Fred Jones.
- Mindy Cohn es Velma Dinkley.
- Grey DeLisle es Daphne Blake.
- Matthew Lillard es Shaggy Rogers.
- Charles S. Dutton es Cookie.
- Mary McCormack es la Srta. Richards.
- Corey Burton es Bayard and Announcer.
- Bumper Robinson es Ruben.
- Fred Tatasciore es el Fantasma del Oso.
- John Cena como él mismo.
- Vince McMahon como él mismo.
- Kane como él mismo.
- AJ Lee como ella misma.
- Triple H como él mismo.
- Brodus Clay.
- Santino Marella como él mismo.
- The Miz como él mismo.
- Michael Cole como él mismo.
- Sin Cara como él mismo.
- The Big Show como él mismo.
- Alberto Del Rio como él mismo.
- Jerry Lawler como él mismo.
- Sgt. Slaughter como él mismo.
- Jimmy Hart como él mismo.
- Naomi como ella misma.
- Cameron como ella misma.

### Doblaje hispanoamericano
- Arturo Mercado como Shaggy Rogers.
- Antonio Gálvez como Scooby Doo.
- Ricardo Mendoza como Fred Jones.
- Yolanda Vidal como Daphne Blake.
- Irene Jiménez como Vilma Dinkley.
- Julián Lavat como Cookie.
- Magda Giner como la Señora Richards.
- Héctor Moreno como John Cena.
- Carlos Hugo Hidalgo como The Miz.
- Daniel Lacy como Santino Marella.
- Luis Leonardo Suárez como Kane.
- Analiz Sánchez como AJ Lee.
- Juan Antonio Edwards como Brodus Clay.
- Gerardo Suárez como Triple H.
- Javier Otero como Michael Cole.
- Jesse Conde como Bayard.[3]

Doblaje realizado en México por Sensaciones Sónicas.